# Margareta Nisser Dalman
Märta Iris Margareta Nisser Dalman, tidigare Nisser, född 21 september 1957 i Grycksbo kyrkobokföringsdistrikt, Kopparbergs län, är en svensk konsthistoriker.

## Biografi
Margareta Nisser Dalman har en ekonomexamen och disputerade i konstvetenskap på Uppsala universitet 2006 med en avhandling om inredningsmåleri av Johan Nils Asplind på herrgårdar i Dalarna och Gästrikland i slutet av 1700-talet och början av 1800-talet.
Hon är sedan 2012 överintendent på Kungliga Husgerådskammaren med Bernadottebiblioteket.
Hon är gift med biskopen och överhovpredikanten Johan Dalman.